# Міллі Гьоруш

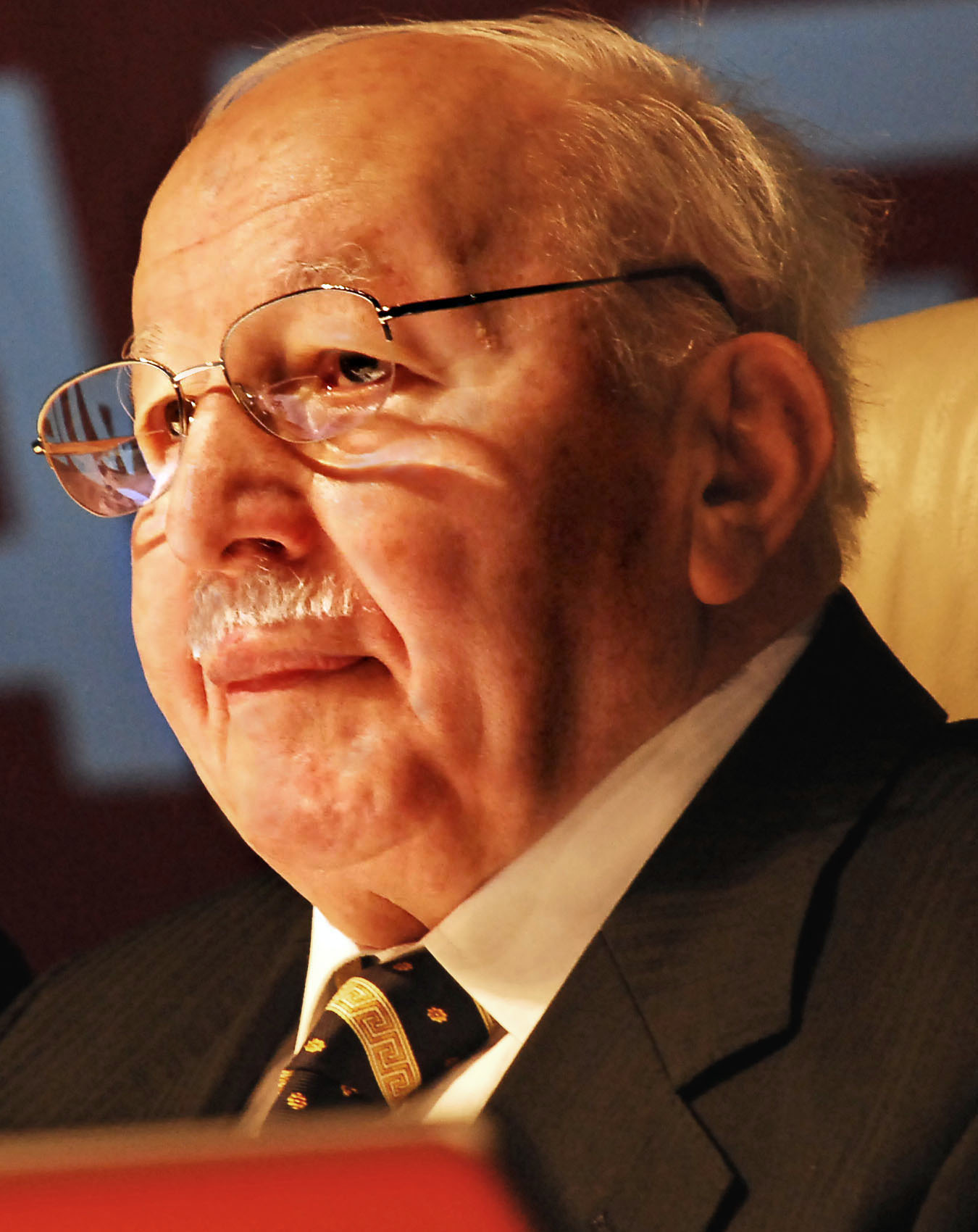
Неджметтін Ербакан, лідер Millî Görüş

Міллі Гьоруш (Millî Görüş, літ. «Національне бачення» або «Національне бачення») — релігійно-політичний рух та ідеологія серії ісламістських партій, натхненних Неджметтіном Ербаканом. Він стверджує, що Туреччина може розвиватися за допомогою власної людської та економічної потужності, захищаючи свої основні цінності та рухаючись вперед швидшими кроками, конкуруючи із західними країнами. Кілька політичних партій у Туреччині прийняли ідеологію, наприклад Партія нового добробуту, Партія Фелісіті, Партія чесноти, Партія добробуту, Партія національного порятунку та Партія національного порядку.
Його називають однією з «провідних організацій турецької діаспори в Європі»., а також описується як найбільша ісламська організація, що діє на Заході. Заснований у 1969 році рух стверджував, що станом на 2005 рік налічує «87 000 членів по всій Європі, включаючи 50 000 у Німеччині». Термін також відноситься до «релігійного бачення» організації, що підкреслює моральну та духовну силу ісламської віри (іман) і пояснює занепад мусульманського світу в результаті його невігластва та наслідування західних цінностей. Рух активний майже в усіх європейських країнах, а також у таких країнах, як Австралія, Канада та США.

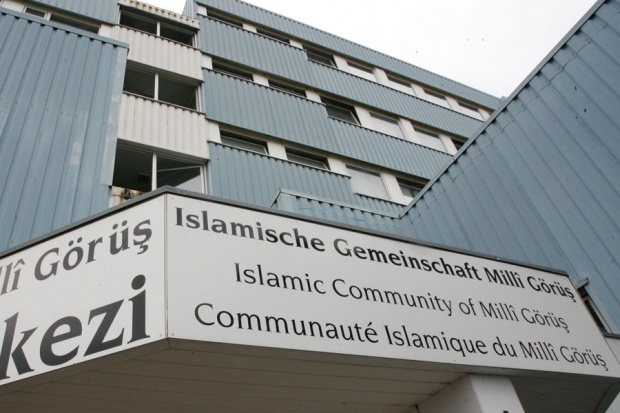
Головний офіс ісламської спільноти Milli Görüş у Кельні, Німеччина.

## Фон
У 1969 році турецький політик Неджметтін Ербакан опублікував маніфест, якому дав назву Millî Görüş. Він говорив лише в найзагальніших термінах ісламського морального та релігійного виховання, але приділяв велику увагу індустріалізації, розвитку та економічній незалежності.
Вона застерігала від подальшого зближення з Європою, вважаючи Спільний ринок сіоністським і католицьким проєктом для асиміляції та деісламізації Туреччини, і натомість закликала до панісламізму. За словами автора Бану Елігура, Ербакан і партія «використовували кодові слова „національний“ і „культура“ для позначення ісламу та „Національне бачення“ для позначення проєкту політичного ісламу», оскільки в Туреччині «незаконно» «використовувати релігійні символи для політичних цілей». цілей".
Ім'я Millî Görüş залишалося асоціюватися з релігійно-політичним рухом і низкою ісламістських партій, натхненних Ербаканом, одна змінювала іншу, оскільки вони були заборонені за порушення світського законодавства Туреччини.

## Ісламістський розкол
Після заборони Партії доброчесності (FP) розкол, який розвивався в русі, призвів до появи двох партій, які зайняли її місце, Партії Фелісіті (SP), що представляла стару гвардію Ербакана, і Партії справедливості та розвитку (AK Party), яка була очолювана молодшими та більш прагматичними політиками в оточенні Реджепа Таїпа Ердогана, які стверджують, що відмовилися від ісламістської програми. Партія ПСР переконливо виграла вибори 2002 року та сформувала уряд із сильним народним мандатом, що наблизило Туреччину до членства в Європейському Союзі, ніж будь-який попередній уряд.

### Європейська турецька діаспора
Серед турецьких іммігрантів у Західній Європі Milli Görüş став одним із головних, якщо не головним, релігійним рухом, контролюючи численні мечеті. Як і рух у Туреччині, він зазнав певних змін, не в останню чергу тому, що перше покоління, яке було сильно орієнтоване на те, що сталося в Туреччині, поступово віддає лідерство молодшому поколінню, яке виросло в Європі і стурбоване зовсім іншими справами. Загальнодоступний профіль Milli Görüş показує значні відмінності від однієї країни до іншої, що свідчить про те, що характер взаємодії з «приймаючими» суспільствами може мати такий же вплив на його характер як релігійного руху, як і відносини з «материнським» рухом. в Туреччині.

#### Німеччина
За даними кількох джерел у Німеччині, ставлення німецького відділення до Туреччини повністю змінилося. Після приходу Ердогана та ПСР організація в основному служить інтересам турецького уряду, який зараз субсидує організацію. Diyanet, AKP і уряд Туреччини практично контролюють публічні заяви та виступи організації.
Через шахрайство та кримінальні злочини ради директорів проти організації ведеться кілька судових процесів.

## Дивитись також
- Турки в Європі